# Monique van de Ree
Monique van de Ree, née le 2 mars 1988 à Willemstad, est une coureuse cycliste néerlandaise membre de l'équipe Lares-Waowdeals Women.

## Biographie
Elle joue le rôle d'équipière au sein de l'équipe AA drink.
En mars 2014, elle se casse l'os de la hanche gauche.

## Palmarès sur route

### Palmarès par années
- 2004
  - 2e du championnat des Pays-Bas cadettes
- 2005
  - 3e du championnat des Pays-Bas juniors
- 2006
  -  Championne des Pays-Bas juniors
- 2009
  - 10e du Tour de Nuremberg (Cdm)
- 2010
  - 2e de l'Omloop Door Middag-Humsterland
- 2015
  - 2e de l'Omloop van de IJsseldelta
- 2016
  - 3e du Diamond Tour
- 2017
  - 2e du Diamond Tour
- 2018
  - 2e du Trofee Maarten Wynants
  - 3e de l'Erondegemse Pijl
- 2019
  - Erondegemse Pijl

### Classements UCI
| Année                                 | 2007 | 2008 | 2009 | 2010 | 2011 | 2012 | 2013 | 2014 | 2015 | 2016 | 2017 | 2018 | 2019 |
| ------------------------------------- | ---- | ---- | ---- | ---- | ---- | ---- | ---- | ---- | ---- | ---- | ---- | ---- | ---- |
| Classement UCI                        | 356e | nc   | 144e | 70e  | nc   | 363e | 176e | 417e | 90e  | 76e  | 63e  | 89e  | 160e |
| UCI World Tour                        |      |      |      |      |      |      |      |      |      | 74e  | 179e | nc   | 121e |
|                                       |      |      |      |      |      |      |      |      |      |      |      |      |      |
| Légende : nc = non classéSource : UCI |      |      |      |      |      |      |      |      |      |      |      |      |      |